# Evangelische Kirche (Guntersdorf)

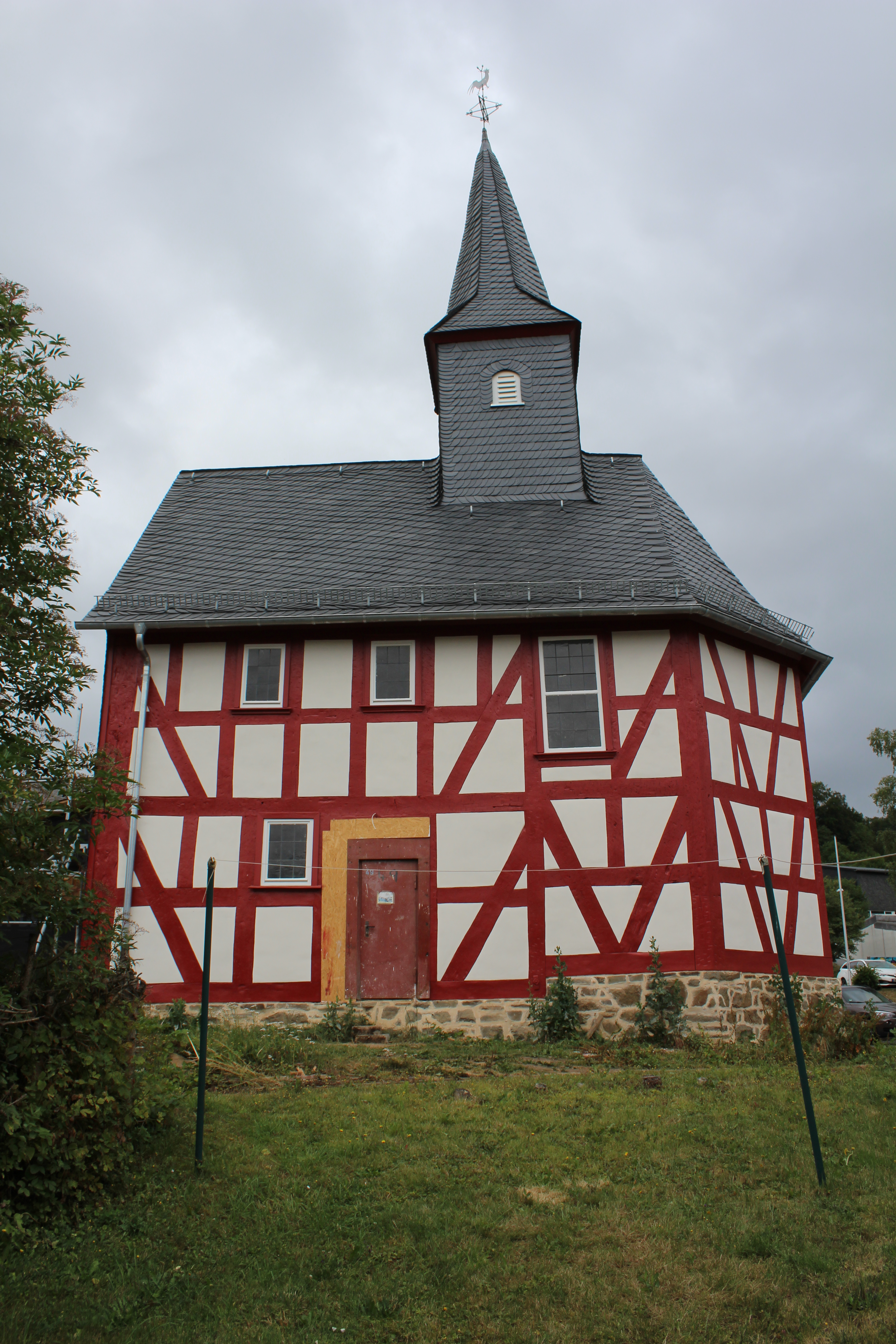
Kirche Guntersdorf

Die Evangelische Kirche Guntersdorf  ist ein denkmalgeschütztes Kirchengebäude, das im Stadtteil Guntersdorf der Stadt Herborn im Lahn-Dill-Kreis (Hessen) steht. Die Kirche gehört zur Kirchengemeinde Hörbach im Dekanat an der Dill in der Propstei Nord-Nassau in der Evangelischen Kirche in Hessen und Nassau.

## Beschreibung
Die im ausgehenden Mittelalter gebaute Kapelle musste 1684 wegen Baufälligkeit abgerissen werden. Die heutige, ortsbildprägende Fachwerkkirche wurde daraufhin 1685 errichtet. Das Kirchenschiff hat im Osten einen dreiseitigen Abschluss. Aus dem Satteldach erhebt sich ein quadratischer Dachreiter, der mit einem spitzen Helm bedeckt ist. Der Innenraum hat Emporen an drei Seiten. Beim Umbau 1775/76 wurde der Eingang verlegt und die Kanzel in den Chor umgesetzt. Das Holzfachwerk wurde erst im Jahre 1990 wieder freigelegt.